# Моно но аварэ
Моно-но аварэ (яп. 物の哀れ, «печальное очарование вещей») — эстетический принцип, характерный для японской культуры начиная с периода Хэйан. Термин был введён Мотоори Норинагой, мыслителем эпохи Эдо. Понятие аварэ существовало в японской культуре и до этого, означая меланхолию, грустное сострадание, ― но Норинага снова ввёл его в орбиту употребления. Наиболее характерные проявления моно-но аварэ встречаются в литературе, но в общем принцип применим ко всей культурной традиции Японии (см. ханами). Моно-но аварэ буквально можно перевести как «печаль, горе, жалость, сострадание к вещам и предметам», по смыслу как «чувствительность к эфемерному», «печальное очарование вещей, жизни или мира» или «жизнеутверждающее, светлое, нежное, но при этом грустное и тоскливое созерцание мира и всего того, что есть в нём». Данный термин означает анитью (непостоянство) или быстротечность вещей, людей, мира, и одновременно чувство созерцательной, светлой, нежной грусти или тоски по их уходу, а также более длительная, глубокая, созерцательная, признательная, светлая и нежная печаль по поводу того, что это состояние является данностью мира и неотъемлемой частью самой жизни. Моно-но аварэ: эфемерная красота природы — тихое приподнятое, горько-сладкое чувство, что вы были свидетелем ослепительного цирка жизни — зная, что ничто из этого не может быть вечным. Моно-но аварэ означает быть одновременно опечаленным и признательным, из-за быстротечности жизни и мира — и также из-за взаимосвязи между жизнью и смертью. Осознание быстротечности всех вещей усиливает понимание их красоты и вызывает легкую печаль по поводу их ухода.

## Описание и разновидности
Слово «моно» (яп. 物), дословно «вещь» — это всё, что может вызвать аварэ. Сэй-Сёнагон в своей книге «Записки у изголовья» пишет: «Наступил рассвет двадцать седьмого дня девятой луны. Ты ещё ведёшь тихий разговор, и вдруг из-за гребня гор выплывает месяц, тонкий и бледный… Не поймёшь, то ли есть он, то ли нет его. Сколько в этом печальной красоты! Как волнует сердце лунный свет, когда он скупо сочится сквозь щели в кровле ветхой хижины!»
В другом месте «Записок у изголовья» Сэй-Сёнагон пишет:
«Мне нравится, если дом, где женщина живёт в одиночестве, имеет ветхий заброшенный вид. Пусть обвалится ограда. Пусть водяные травы заглушат пруд, сад зарастёт полынью, а сквозь песок на дорожках пробьются зелёные стебли…

Сколько в этом печали и сколько красоты!

Мне претит дом, где одинокая женщина с видом опытной хозяйки хлопочет о том, чтобы всё починить и подправить, где ограда крепка и ворота на запоре».

Изменчивость и непостоянство тоже могут вызывать очень сильные чувства аварэ. Юмэмакура Баку пишет об этом в одном из своих рассказов, входящих в серию «Оммёдзи»: 
«Расскажу о странном человеке. Расскажу о человеке, похожем на плывущее по ветру облако в пустом ночном небе. Облако появилось во тьме, мгновение, другое — а оно уже изменилось, но эти изменения можно увидеть только если пристально вглядываться. Это должно быть то же самое облако, но кто поймёт, какой оно формы…

О таком вот человеке я расскажу».

Хисамацу перечисляет[где?] четыре разновидности аварэ: красота душевного движения, красота гармонии, красота печали и красота изящества. Дух моно-но аварэ, по мнению Хисамацу, более всего выражен в моногатари. Главная цель моногатари — передать моно-но аварэ. Этим они отличаются от конфуцианских и буддийских книг. Моногатари — не способ преодоления заблуждений, достижения сатори, что является целью буддийско-конфуцианского пути. Повествуя о мирских делах, моногатари не поучают добру и злу, а подводят к добру, выявляя моно-но аварэ.
В известном японском энциклопедическом словаре «Кодзиэн» об аварэ сказано: «Моно-но аварэ — ощущение гармонии мира, вызываемое слиянием субъективного чувства (аварэ) с объектом (моно). Оно может означать изящное, утончённое, спокойное — то, что открывается в момент созерцания. Моно-но аварэ достигло завершения в хэйанской литературе, и, прежде всего, в „Гэндзи-моногатари“, но прошло через всю нашу литературу».

## В современной культуре
Известные авторы манги (Хитоси Асинано, Кодзуэ Амано, Каору Мори) и аниме (Ещё вчера режиссёра Исао Такахаты и Mai Mai Miracle режиссёра Сунао Катабути) используют принцип моно-но аварэ в развитии сюжета, подчёркивая течение времени и включая в картину флэшбэки. Режиссёр Ясудзиро Одзу известен созданием ощущения «моно-но аварэ» с помощью реплик героя, в момент изменений внезапно отмечающего: «А ведь хорошая погода!» (яп. いい天気ですね ий тэнки дэсу нэ).
В книге об истории Древней Японии «The World of the Shining Prince» Айван Моррис сравнивает «моно-но аварэ» с термином Вергилия Lacrimae rerum, «слёзы вещей».
Ирландский фотограф Кеннеди, Дорин организовал проект «Mono no Aware», где размещает фото цветения сакуры, играющей роль метафоры о быстротечном изменении мира.
Рассказ Кена Лю «Моно но аварэ» получил премию Хьюго в 2013 году.

## Цитаты
Т. П. Григорьева, «Японская художественная традиция»:
Моно-но аварэ — «очарование вещей», одно из наиболее ранних в японской литературе определений прекрасного, связано с синтоистской верой в то, что в каждой вещи заключено своё божество — ками, в каждой вещи — своё неповторимое очарование. Аварэ  — это то, что вызывает восторг, взволнованность. Аварэ — внутренняя суть вещей (как и макото: японцы не разделяли красоту и истину), поэтому писатели и поэты прежде всего призваны были выявлять аварэ. Расцвет этого стиля приходится на эпоху Хэйан (IX—XII вв.), но тяготение к нему никогда не исчезало.
Несколько лет назад, — признается японский эстетик Ямадзаки Масава, — в течение года я читал лекции в американском университете о японской литературе и искусстве. Пытаясь объяснить, что такое «аварэ», я приводил разные примеры и неоднократно возвращался к этому термину. Мне как японцу он понятен, но, чем больше я приводил примеров, тем больше убеждался, что перевести это слово на английский невозможно.

Ощущение «моно-но аварэ» прекрасно передано Антоном Чеховым в письме издателю А. С. Суворину (29 июля 1891 года):
...Пахнет осенью. А я люблю российскую осень. Что-то необыкновенно грустное, приветливое и красивое. Взял бы и улетел куда-нибудь вместе с журавлями...